# INTERTOP
INTERTOP — українська компанія із штаб-квартирою у Києві, що спеціалізується на дистрибуції та омнікальному продажі одягу, взуття, косметики та аксесуарів через власні роздрібні мережі та засоби електронної комерції в Україні та Казахстані, була заснована у 1994 році і входить до групи компаній MTI.
Станом на 2023 рік в Україні під управлінням компанії знаходилося 150 магазинів чотирнадцяти роздрібних мульти і монобрендових мереж.

## Історія
Перший магазин мережі Intertop відкрився у лютому 1994 року в Києві по вулиці Січових Стрільців у Центрі розвитку моди. Він займав близько 150 м2, з яких торговий зал займав 60 м2, а в асортименті на момент відкриття було менш ніж 200 моделей взуття.
У 1995 компанія відкрила перший монобрендовий магазин Ecco.
У 2000 році було запущено програму лояльності.
До 2002 року мережа Intertop зросла до 10 магазинів, що розташовувалися у Києві.
У 2004 році була створена власна торгова марка Braska.
У 2006 році компанія вийшла на ринок Казахстану.
У 2007 році в Україні було відкрито перший магазин Marс O'Polo. В серпні того ж року компанія Timberland змінила дистриб'ютора в Україні, уклавши контракт із групою МТI, згідно якого, продукція компанії продаватиметься у роздрібній мережі з 43 магазинів Інтертоп та у мережі монобрендових магазинів Timberland. До кінця року було заплановано відкрити три такі магазини в Києві та чотири в регіонах з очікуваним щорічний обсягом постачання близько 500 тисяч одиниць продукції та очікуваним виторгом від реалізації продукції Timberland близько 59 мільйонів доларів на рік. До цього продукція компанії продавалася у єдиному магазині, розташованому у торговому центрі Глобус. Натомість колишній дистриб'ютор, компанія Форестер, мала стати одним із дилерів Timberland в Україні.
У 2008 році у компанії з'явився інтернет-магазин, що був онлайн вітриною одного з флагманських фізичних магазинів. З початком економічних труднощів в країні компанія почала скорочувати витрати. Після 2008 року попит на взуття перемістився в бюджетний сегмент, і Intertop частково перейшов на закупівлі більш дешевого взуття, знизивши середню роздрібну ціну за пару на 20-25% – зі $100 до $75-80, акцент було зроблено на розвитку мережі магазинів Plato.
У 2009 році Інтертоп за підтримки Всесвітнього фонду природи провела в Україні акцію «Я за чисте життя!».
У 2010 році Intertop стала першою мережею в Україні, яка почала продавати взуття на виплат, дозволяючи розділити ціну товару на п'ять рівних частин. Партнером проєкту виступив Дельта Банк. Завдяки цьому рішенню продажі взуття в мережі зросли на 15%.
В травні 2011 року стало відомо що компанія розглядає можливість розміщення акцій на біржі. Того ж року компанія придбала в Warner Bros. Consumer Products ліцензію на логотип та символіку Євро 2012 і підписала угоду про співпрацю з УЄФА та стала офіційною роздрібною мережею з продажу в Україні брендованої продукції, для реалізації товару у кожному з 60 магазинів по всій країні виділено окрему зону. 21 листопада того ж року у будинку 21 на Хрещатику відкрився перший фірмовий магазин Євро-2012. Асортимент налічував близько 20 найменувань продукції. Уся брендована продукція була представлена на вебсайті intertop.ua.
У лютому 2013 року компанія відкрила перший в Україні магазин Armani Jeans у Києві в Ocean Plaza.
У березні 2014 року було відкрито 6 стокових магазинів Intertop Outlet, з яких три у Києві та по одному у Харкові, Донецьку та Одесі. На початку квітня того ж року Intertop закрила усі п'ять своїх магазинів на півострові Крим. У грудні  того ж року було засновано інтернет-магазин intertop.ua.
У квітні 2015 року компанія оновила інтернет-магазин intertop.ua, додавши українську мову та після опитування споживачів послугу резерву із подальшим викупом товару при отриманні через самовивіз або з доставкою товару. Резервування через сайт товару, наявного в роздрібному магазині, було запущено у дев'яти магазинах INTERTOP з червня 2015 року, а вже у серпні були підключені усі магазини мережі. Сервіс Pick up, що передбачав замовлення товару через сайт та доставку до роздрібного магазину запрацювала у всій мережі INTERTOP з листопада 2015 року.
У серпні 2016 року компанія запустила інтернет-магазин ecco.com.ua. Того ж року відбулося відкриття першого в Україні монобрендового магазину Armani Exchange.
У 2017 році був підписаний договір про співпрацю з Федерацією легкої атлетики, а в 2018 році розпочалося співробітництво з Національним олімпійським комітетом України. Того ж року компанія відкрила перший в Україні бутик Emporio Armani.
У 2018 році компанія запустила маркетплейс на базі власного інтернет-магазину intertop.ua.
З 1 січня 2019 року Intertop став ексклюзивним дилером The North Face в Україні, а у серпні того ж року у Києві було відкрито перший магазин бренду.
На початку квітня компанія відкрила свій інтернет-магазин для сторонніх продавців, запропонувавши підключитись до своєї онлайн-платформи щоб максимально розширити асортимент і додати суміжні категорії, зокрема товари зі сфери краси, постільної білизни чи одягу для сну. У травні того ж року було випущено новий мобільний застосунок Intertop. Тоді ж компанія повноцінно запустила спеціалізований маркетплейс на базі свого інтернет-магазину intertop.ua, куди увійшли товари краси та білизна. Наприкінці лютого того ж року у Києві в торгово-розважальному центрі River Mall було відкрито перший в Україні магазин Vans. У червні компанія оголосила про домовленість з Justin про доставку замовлень покупцям. З початку вересня компанія почала впроваджувати у мережі програмну касу Checkbox.
У 2021 році в Києві під управлінням компанії відкрилися офіційні магазини бренду декоративної косметики Kiko Milano.
У грудні 2022 року компанія відкрила перший в Україні офіційний магазин спортивних речей від модного дому Armani — EA7.
На початку березня 2024 року у торгово-розважальному центрі Nikolsky в Харкові було відкрито перший в Україні магазин у новій концепції Intertop Select. Наприкінці жовтня того ж року НКЕК внесла Intertop до єдиного державного реєстру операторів поштового зв'язку України на підставі повідомлення компанії про початок здійснення діяльності у сфері надання послуг поштового зв'язку.

## Діяльність
У портфелі компанії понад 500 брендів взуття, одягу, аксесуарів і косметики, та власна торгова марка Braska.
У грудні 2014 компанія запустила сайт INTERTOP.UA. У 2018 середньомісячний трафік магазину склав 2,5 млн відвідувань, станом на 2023 рік трафік складав 4.5 млн відвідувань.
У 2020 році INTERTOP запустила оновлений мобільний застосунок, що займає лідируючі позиції серед застосунків у сегменті fashion shopping.
Fashion-платформа INTERTOP також представлена в Казахстані.
Доставку та транспортування товарів забезпечує компанія контрактної логістики Denka Logistics з групи MTI.

## Соціальна відповідальність
Компанія є соціально відповідальною, дбає про навколишнє середовище, українську культуру, підтримує спорт та мистецтво.
У 2019 за підтримки Міністерства екології та природних ресурсів України компанія відкрила першу в Україні інтерактивну екостежку в Голосіївському парку в Києві, довжиною 2.7 км.
INTERTOP є партнером національної збірної України в міжнародних змаганнях для військових, які зазнали поранень, Invictus Games. Також співпрацює з Національним художнім музеєм України. Компанія спільно з NAMU запустили проєкт для Національного олімпійського комітету України, в межах якого було створено колекцію футболок, присвяченої Олімпіаді 2020 року в Токіо. Принти для них розробили відомі українські художники.
За період 2022—2023 років повномасштабного вторгнення Росії в Україну INTERTOP передала на потреби ЗСУ і ТРО фінансової допомоги на суму понад 25 млн гривень і продовжує системно це робити.
INTERTOP спільно з фандрейзинговою платформою UNITED24 випустили лімітовану благодійну колекцію, до якої увійшли футболки, худі та шопери зі слоганом UNITED24 «The Power of Freedom» та вишитим українським прапором. Увесь прибуток з продажу спрямований на підтримку ЗСУ.

## Колаборації
У 2019 INTERTOP почав створювати власні лінії одягу, сприяючи розвитку сучасної моди. Перша така колекція з назвою POUSTOVIT x INTERTOP була створена спільно з українським дизайнером Лілією Пустовіт.
У 2022 році INTERTOP у співпраці з українським анімаційним фільмом «Мавка. Лісова пісня» випустив ліцензійну колекцію дитячого й дорослого одягу та аксесуарів. Того ж року спільно з національним оператором «Укрпошта» випустив колекцію футболок і світшотів зі славнозвісною маркою «Рускій воєнний корабль».
INTERTOP у 2023 році у співпраці з українським гуртом Kalush Orchestra випустила нову колекцію, до якої увійшли речі унісекс: футболки, штани і шорти, та жіночі: топи, велосипедки, шорти, куртки, спортивні сукні.
INTERTOP разом українським масмаркет-брендом CHER'17, створеним лідерами думок Тетяною Парфільєвою та Іваном Кришталем, у 2023 році представили дві лімітовані колекції одягу та взуття.

## BRASKA
У 2004 році INTERTOP Ukraine створила власний бренд взуття, а також одягу та аксесуарів. Станом на 2023 Braska створили 30 колекцій і продали понад мільйон пар взуття. 60 % взуття Braska виробляється в Україні, решта — підрядниками з таких країн, як Китай, Туреччина, Індія, Італія та Бразилія.

## Нагороди
У 2019 році INTERTOP отримала відзнаку Terrasoft, як «Проект року в ритейлі: Вдосконалення зовнішнього та внутрішнього сервісу».
Компанія INTERTOP стала фіналістом щорічної премії SAP Quality Awards серед країн Східної та Центральної Європи (CEE) у 2021 році. На конкурсі компанія представила проєкт SAP S/4HANA, який був реалізований спеціалістами AGELESS.
У 2021 році INTERTOP отримала нагороду у номінації «Fashion-оператор року» премії RAU Awards 2021.
Компанія стала фіналістом премії Effie Awards 2021 з проєктом INTERTOP Shopping Fest.
У 2022 році компанія отримала нагороду конкурсу X-RAY Marketing Awards в номінації «SMM-кампанія року».
У 2023 році президент України Володимир Зеленський нагородив компанію INTERTOP відзнакою з бахмутської солі та кримського ракушняку за підтримку України у вирішальну мить.
У 2023 році компанія отримала нагороду конкурсу PR-кейсів від MMR у номінації «Комунікації у соцмережах».
У 2023 році компанія отримала нагороду в номінації «Fashion-оператор року» конкурсу RAU Awards 2023.